# Eurydamas
Eurydamas est un personnage de l'Odyssée de Homère. Il fait partie des prétendants de Pénélope. Il fait son apparition au Chant XVIII où ce dernier offre à Pénélope des pendants à trois grosses perles de la taille d'une mûre. Il réapparaît au Chant XXII lors de la phase finale du massacre où il est tué par Ulysse.

## Source
- Homère, Odyssée [détail des éditions] [lire en ligne], Chants XVIII ; XXII.